# جان موني
شارك جان موني 1888-1979 خلال الحربين العالميتين في عدة مؤتمرات دولية باحثا عن الحلول عن طريق التشاور عمل دبلوماسي في خدمة بريطانيا
العظمى منذ 1940 أثناء الاحتلال النازي لفرنسا ثم عاد إلى فرنسا بعد تحريرها وفي 1944 أصبح وزير التجارة في الحكومة المؤقتة في عام
1945 اقترح مشروع تحديث تجهيز الاقتصاد الفرنسي وصار مفوض أول عام للتخطيط وبعد 1950 كرس الجهد إلى بناء أوروبا ممارسا وظائف رئيس
السلطة العليا لمجموعة الفحم الحجري والفولاذ ورئيس لجنة الولايات المتحدة الأوروبية ويلقب بأبي أوروبا وهو فرنسي.
بدأ القرن العشرون وأوروبا في تضاغن ونزاع، ما لبث أن تحول إلى تطاحن وصراع ؛ فشهد النصف الأول من القرن حربين أوروبيتين مدمرتين جرتا معهما أمريكا من الغرب واليابان من الشرق ودولاً كثيرة بينهما ومن الشمال والجنوب، فكان حصاد الحربين العالميتين زهاء خمسين مليوناً من القتلى وذلك غير الجرحى والمصابين و المشوهين والمشردين الذين يحصون بالملايين، غير الدمار والخراب و سوء الأحوال وضياع الأموال.
و انتهى القرن العشرون وأوروبا تتقارب وتترابط، وتسعى سعياً حثيثاً نحو التجمع والتوحد، يحدوها أمل طال عليه الأمد حاول شارلمان تحقيقه بالحيلة والدهاء ففشل، وأراد نابليون فرضه بالقوة والحرب فخُذل؛ ثم فكر فيه ملياً هذا الرجل -جان مونيه- و تدبر فاهتدى إلى صيغة حققت عملياً ًقدراً كبيراً من النجاح في بناء صرح الوحدة الأوروبية كتكتل سكاني سياسي اقتصادي اجتماعي عسكري جغرافي جديد، له بلا شك تأثيراته الإقليمية والعالمية في شتى جوانب الحياة حاضراً ومستقبلاً.
و لكن إن القليلين داخل أوروبا - المزهوة بالتجمع والتوحد - يعرفون هذا الرجل أو يدركون دوره في تشكيل حياتهم ومؤسساتهم و خريطة قارتهم ومستقبلهم؛ و أقل القليل خارج أوروبا أولئك الذين سمعوا به أو عرفوا شيئا عنه، ولم يضره ذلك في قليل أو كثير؛ فقد رحل عن الدنيا في أوائل الثمانينيات بعد أن شهد بشائر ثمار فكره وسعيه في سبيل الوحدة الأوروبية، واستقر اسمه في ذاكرة التاريخ ومسجلاته.
لم يكن زعيماً ولا قائداً ولا إمبراطوراً حاكماً؛ و إنما كان يشتغل بتقطير الخمور في مقاطعة كونياك الشهيرة بالكروم والكحوليات في فرنسا. و مع ذلك فهو بلا منازع الأب الروحي للوحدة الأوروبية الحديثة؛ إذ بفضل تصوره السديد الملهم نما الاعتقاد بأن القارة المتشاحنة المتنافسة المفككة يمكن أن تصير أكثر ثراءً وأمناً وسلاماً، ليس بقرار ضخم يصدر ولا بمعاهدة طنانة توقع؛ و لكن بتتابع وتجمع ترتيبات بطيئة ثابتة راسخة تحوي مباديء وسياسات و اتفاقيات.
في عام 1952 كتب جان موني إلى وزير الخارجية الفرنسي روبير شومان يقول: 
.
فكانت هذه الفكرة هي محور ارتكاز الوحدة الأوروبية الحديثة وأساس خطة شومان التي وضع مسودتها شومان و موني معاً بالتشاور الوثيق مع المستشار الألماني كونراد أديناور باعث ألمانيا الحديثة من حطام الحرب . إنها خطة مفصلة توضح إقامة البناء الطويل لبنة بلبنة بأناة وصبر و إتقان.
تجنب موني في تقديراته صياغة التعبيرات البراقة والجمل الرنانة والمبادئ المبهرة، ولم يطلب سيطرة أحد على أحد، لكنه كان بفطرته بناءً حصيفاً ًًواعياً يجيد فن الإدارة باللجان، مثل إجادته لعدد من اللغات الحية ساعدته على الاتصال المباشر بشخصيات كبيرة من صناع القرارات والزعامات السياسية في باريس ولندن و بون وواشنطون. و بهذه الكفاءات والمهارات التي كان يعرفها عن نفسه وأحسن استخدامها بدأ يخطو ويبني لأوروبا.
لم تكن أول لبنة وضعها في البناء ساطعة لامعة، لكنها كانت أساسية نافعة وهي التجمع المشترك الأوروبي للفحم والصلب European Coal and Steel Community EEC.
فكان أول التجمعات التي صارت فيما بعد التجمع الاقتصادي الأوروبي.
و اهتم هذا التجمع خصوصاً بالفحم والصلب لأنهما في عقد الخمسينيات كانا ركيزة التطور الاقتصادي والرخاء الاجتماعي في مثل أهمية الاتصالات والنقل في أواخر القرن.
و لقد كانت معظم النزاعات الأوروبية السابقة التي أدت إلى حروب مهلكة وثيقة الصلة بمناطق مناجم الفحم ومصانع الحديد والصلب، وكان اكتشاف هتلر عملياً ضعف أوروبا إزاء أطماعه عندما استولى على منطقة سار الغنية بالفحم والحديد. و كما وصف كاتب نقص الفحم بقوله: 
كان الهدف الرئيسي من هذا التجمع ( ECSC ) هو الإقناع العملي الواضح بأن التقاء مجموعة من الشعوب ظلت لفترة طويلة متخاصمة متنازعة متحاربة، يوسع نطاق الحدود ويرفع كثيرا ًمن العوائق والقيود و يرسي لها قواعد مؤسسات نافعة تحقق للجميع خيراً مشتركاً ومستقبلاً أفضل.
فذلك الأسلوب وتلك اللغة العملية المتبادلة كانت كفيلة بإزاحة أشباح الحروب وأفضل و أجدى من العوائد المادية الناتجة عن استغلال الفحم واقتسامهما الموقوت.
و لقد أفضى ذلك إلى إنجاز صيغة نموذجية وعملية لدستور أوروبي حديث عرف باسم (اتفاقية روما ).
وقعت هذه الاتفاقية في 25 مارس لعام 1957، بعد أن صاغها موني بأسلوبه، وهي تتعلق أساساً بالسياسة الزراعية في ست دول وهي: فرنسا، وألمانيا الغربية - آنذاك -، و إيطاليا، وبلجيكا، وهولندا، ولوكسمبورج . فكانت خطوة متقدمة نحو إرساء مبادئ الوحدة الأوروبية ؛ و تضمنت الاتفاقية 248 بندا، لكنها في مجموعها اشتهرت بالحريات الأربعة: حرية حركة التجارة، وحرية الناس، وحرية الخدمات، وحرية رؤوس الأموال .
لكن النجاح في تحقيق هذه الأهداف لم يكن دائما حليف موني لأسباب ذاتية شخصية وأخرى سياسية عالمية ؛ فقد كانت تنقصه الخبرة الإدارية والقيادية المناسبة، إذ أنه لم يشغل في حياته مثلاً منصباً وزارياً، وكان يستعين بطائفة من الخبراء المكتبيين ( البروقراطيين ) .
و من ناحية أخرى كان زعماء العالم آنذاك مشغولين بأحداث الحرب الباردة وضغوطها و مواجهاتها مثل: اجتياح الروسيين ( السوفييت ) العسكري لبلاد المجر، وتأميم الرئيس المصري جمال عبد الناصر لقناة السويس كشركة مساهمة مصرية وما ترتب على ذلك من أزمات دولية وحرب السويس المعروفة، وأيضا المواجهة الخطرة الشرسة بين الشرق والغرب في برلين ( ألمانيا المحتلة آنذاك ).
فإذا ما قيست اتفاقية روما أو اتفاقية التجمع المشترك للفحم والصلب باتفاقية حلف شمال الأطلنطي NATO، كانت الأخيرة عند رؤساء أوروبا وأمريكا حينذاك أولى بالاهتمام وأخطر في المقام.
ففي غمرة الحرب الباردة والتهديدات المستمرة من جانب الدب الروسي ومطامعه، كانت أوروبا في حمى ومأمن بسبب حلف الأطلنطي وتحت مظلة الدفاع الأمريكي بما يملك من أسلحة الردع والأسلحة النووية المتطورة، مما أتاح لأوروبا أن تتفرغ لتنشيط وتطوير صناعاتها وبرامجها للمستقبل.
ثم كانت من البوادر المشجعة تلك القفزة الألمانية الغربية في فترة زمنية قصيرة غير مسبوقة في تاريخها ؛ ففي نهاية عقد الخمسينيات تحولت ألمانيا الغربية من دولة دمرتها الحرب العالمية وسحقت معظم قدراتها ومقوماتها الإنتاجية إلى أقوى قوة اقتصادية في أوروبا؛ و هو ما عرف بالمعجزة الاقتصادية. و قد أدى ذلك في عام 1962 إلى اعتبار أن التجمع الاقتصادي الأوروبي هو أضخم قوة اقتصادية واحدة في العالم، وأنه يملك القدرة على تزويد مصانعه الكثيرة الكبيرة بالمواد الخام وترويج إنتاجها في أسواق العالم.
فكانت النتيجة أن اعترفت بريطانيا بنجاح ودوام أوروبا المتحدة مستقبلاً وبأن التعاون مع أوروبا المتحدة أجدى على بريطانيا من عائد الكومونولث المتعثر .
و من جهة أخرى ذعرت روسيا (الاتحاد السوفييتي ) من بوادر هذا النجاح والاتحاد الأوروبي، فأسرعت في عام 1961 إلى تنفيذ فكرة قاهرة وهي إقامة سور برلين الشهير ، بهدف عزل القطاع الشرقي من المدينة الذي كان يخضع للنظام الشيوعي الصارم ومنع تسرب سكانه الفاريين إلى ألمانيا الغربية، و لحَجب المستوى المتدني في المعيشة داخل هذا القطاع، و هو يزداد انخفاضاً بالقياس إلى القطاع الغربي المتواصل الارتفاع، و الذي كان يعتبر واجهة متألقة لمحصلة التضامن الأوروبي و نظام التجارة الحرة الناشيء .
و قد عارض الرئيس الفرنسي دوجول انضمام بريطانيا إلى هذا النظام المتمثل في اتحاد التجارة الحرة free trade assocition، و لم تفلح بريطانيا في الانضمام إليه إلا في سنة 1972 بعد وفاة الجنرال دوجول.
بعد نحو ثلاثين سنة من بناء السور العتيد - سور برلين - أسقطه الشعب الألماني الشرقي بيده و حطمه في سخط مشوب بالبهجة و الارتياح و ذلك في أول يناير عام 1990، مما أدهش العالم شرقاً و غرباً فكان نذير ببداية انهيار الاتحاد السوفييتي و نظامه الشيوعي في شرق أوروبا كلها. و لكن قبل إزالة السور بعشر سنوات - و كم أزهقت بسببه أرواح و أفراح - كان جان موني قد رحل عن العالم في هدوء و صمت. إلا أن التاريخ لم يغفل دوره في الوحدة الأوروبية - التي أصبحت حقيقة و واقعاً في أواخر عقد الثمانينيات -، و أنه أول من صاغ عملياً فكرتها، و أنه هو واضع اللبنة الأولى في بنائها - الذي انعكست أضواءه و ظلاله على الأحداث الكبرى أثناء حياته، و بعد مماته - و حتى نهاية عمرها المقدور.

## روابط خارجية
- جان موني على موقع الموسوعة البريطانية (الإنجليزية)
- جان موني على موقع مونزينجر (الألمانية)
- جان موني على موقع إن إن دي بي (الإنجليزية)